# バスカード (道南バス)
バスカードは、道南バスが発行する磁気式乗車カードである。

## 歴史
- 1993年 - バスカード導入。
- 2012年4月1日 - 苫小牧市営バス全路線の道南バスへの移管に伴い、苫小牧市営バスのトマッピーカードを引き継ぐ形でカードを新設（後述）。
- 2015年3月31日 - 苫小牧地区専用学生カードの販売を終了[2]。
- 2019年3月31日 - 旧苫小牧市営バス発行のトマッピーカード全券種および、道南バス発行の苫小牧地区専用学生カードの利用を終了[3]（払い戻しについては2019年9月30日までの間、苫小牧駅前乗車券販売所にて受け付け[4]）。
- 2025年3月31日 - バスカード3000円券、5000円券、昼間カードの販売を終了（在庫が無くなり次第販売終了）[5]

## 販売額・利用可能額
一般カード
- 1,000円カード - 1,100円分利用可能

### かつて発売されていたカード
学生カード（苫小牧）
学生のみ利用可能なカードで、旧苫小牧市営バス路線のみで利用可能。従来苫小牧市営バスで発行していたカードを引き継ぐ形で発行されていた。2015年3月31日販売終了、2019年3月31日利用終了（なお払い戻しについては、後述のトマッピーカード全券種とともに、2019年9月30日までの間、苫小牧駅前乗車券販売所にて受け付けている）。
- 3,000円カード - 3,900円分利用可能
- 5,000円カード - 6,800円分利用可能

ディアカード
室蘭市内および登別市幌別地区以西の室蘭市内線域（域内の郊外線を含む）において、降車時刻が10時～17時の場合に限り有効。時刻表上では有効降車時刻であっても、遅れ等により有効時刻外となった場合は利用できない。
2021年12月31日販売終了、2022年12月31日利用終了、2023年6月30日払い戻し終了。
- 2,000円カード - 2,600円分利用可能
- 4,000円カード - 5,300円分利用可能

一般カード
2025年3月31日販売終了。使用終了日に定めはなし。。
- 3,000円カード - 3,350円分利用可能
- 5,000円カード - 5,700円分利用可能

昼間カード（苫小牧）
旧苫小牧市営バス路線のうち、おおむね10時～16時に運行される、あらかじめ指定された便でのみ利用できる（ディアカードと異なり、遅れの影響は関係しない）。従来苫小牧市営バスで発行していたカードを引き継ぐ形で発行されていた。
2025年3月31日販売終了。利用終了は2026年3月31日、払い戻し終了は2028年3月31日。
- 2,000円カード - 2,600円分利用可能
- 4,000円カード - 5,300円分利用可能

## 利用方法
- 乗車時に整理券を取る。降車時に整理券を運賃箱に入れた後でカードリーダーに通す。
  - 整理券を運賃箱に入れると、整理券に記されたバーコードを読み取り運賃を判別する。

都市間バスの一部
- 乗車時と降車時にカードリーダーに通す。
  - 乗車時に整理券情報が記録されるため、整理券は不要。

## 利用できない路線
- 高速はこだて号
- むかわ町内の運賃上限200円区間
- 共同運行路線および共通乗車制度取扱路線での他社運行便
- 臨時バス、期間限定バスの一部（予約制スキーバス等）

## 他事業者発行カードの扱い

### 道南バスで利用できるカード
- 2012年4月1日の苫小牧市営バスの道南バス移管に際し、苫小牧市交通部発行のトマッピーカードは、道南バスの旧苫小牧市営バス路線で引き続き利用可能とされた。なおこれらの路線では移管に伴い、道南バスカードも利用可能となっている。[6]
  - なおトマッピーカードの利用は2019年3月31日をもって終了（なお払い戻しについては2019年9月30日までの間、苫小牧駅前乗車券販売所にて受け付けている[4]）し、以後は道南バス発行のバスカード（学生カードを除く[4]）のみが利用可能となる[3]。

### 道南バスで利用できないカード
- 中央バスカード・札樽間高速バス共通カード・SAPICA
  - 北海道中央バスの室蘭-札幌、苫小牧-札幌の都市間バスにおいては、道南バス便との共通乗車券を取り扱うものの、上記の各カードは北海道中央バスの便でしか利用できない。
  - 磁気カード式の中央バスカード・札樽間高速バス共通カードは、SAPICA導入に伴い取り扱いを終了したが、道南バスではSAPICAは導入しなかった。